# Кудряшёв, Владимир Владимирович
Кудряшев Владимир Владимирович (25 июля 1902, с. Малые Яльчики Тетюшинского уезда Казанской губернии, Российская империя — 9 ноября 1944, Москва, СССР) — график, скульптор, живописец.

## Биография
Владимир Владимирович Кудряшев (Кудряшов) родился 25 июля (12 июля по старому стилю) 1902 г. в селе Малые Яльчики Тетюшинского уезда Казанской губернии в семье столяра-краснодеревщика. В 1907 г. семья переехала в город Цивильск. В 14 лет поступил в Казанскую Художественную школу (КХШ), где учился на выделенную городом персональную стипендию. Среди учителей школы были Н.И. Фешин, П.П. Беньков, П. М. Дульский.

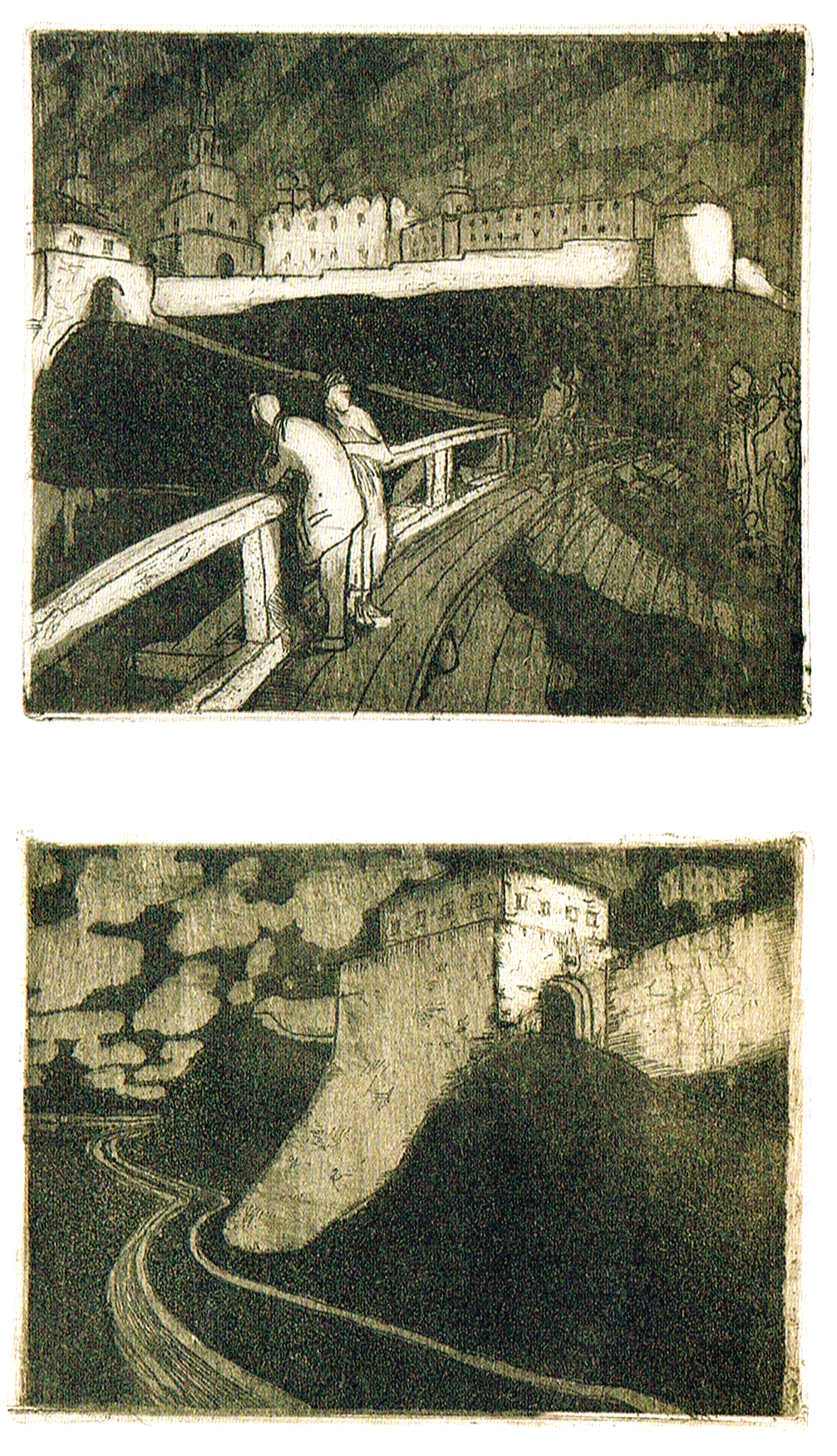
Казанский кремль. Офорт

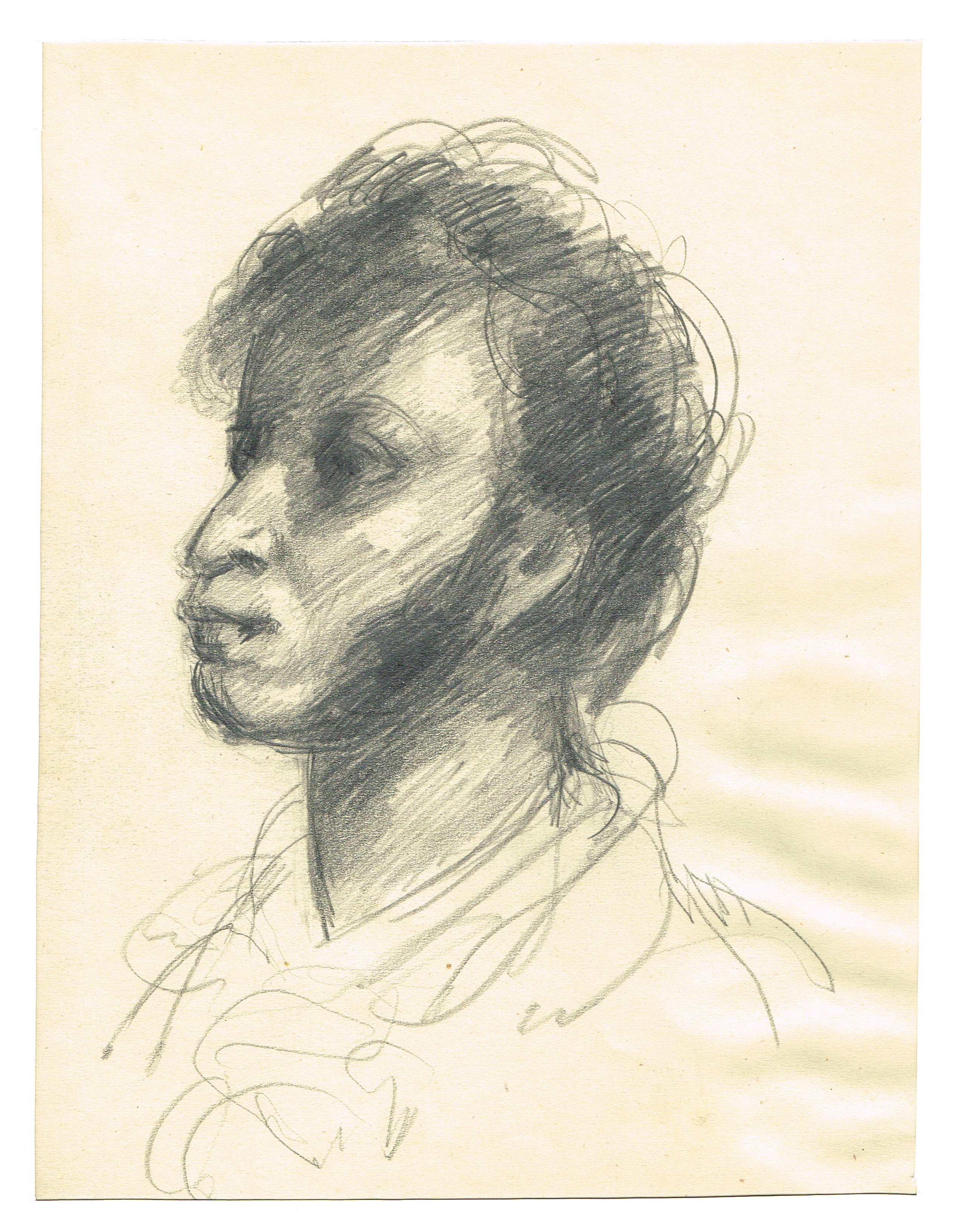

В 1919 году был призыван в РККА, начал работать в ИЗО-мастерских как плакатист. Самый известный плакат В. Кудряшева «Могучим ударом труда мы уничтожим оковы разрухи», 1921 г.
В 1922 г. В. Кудряшев выпустил альбом офортов «Казанский Кремль». В те же годы начал работать как скульптор. В 1923 году перевёлся в Москву и поступил во ВХУТЕМАС в класс скульптора И.С. Ефимова.

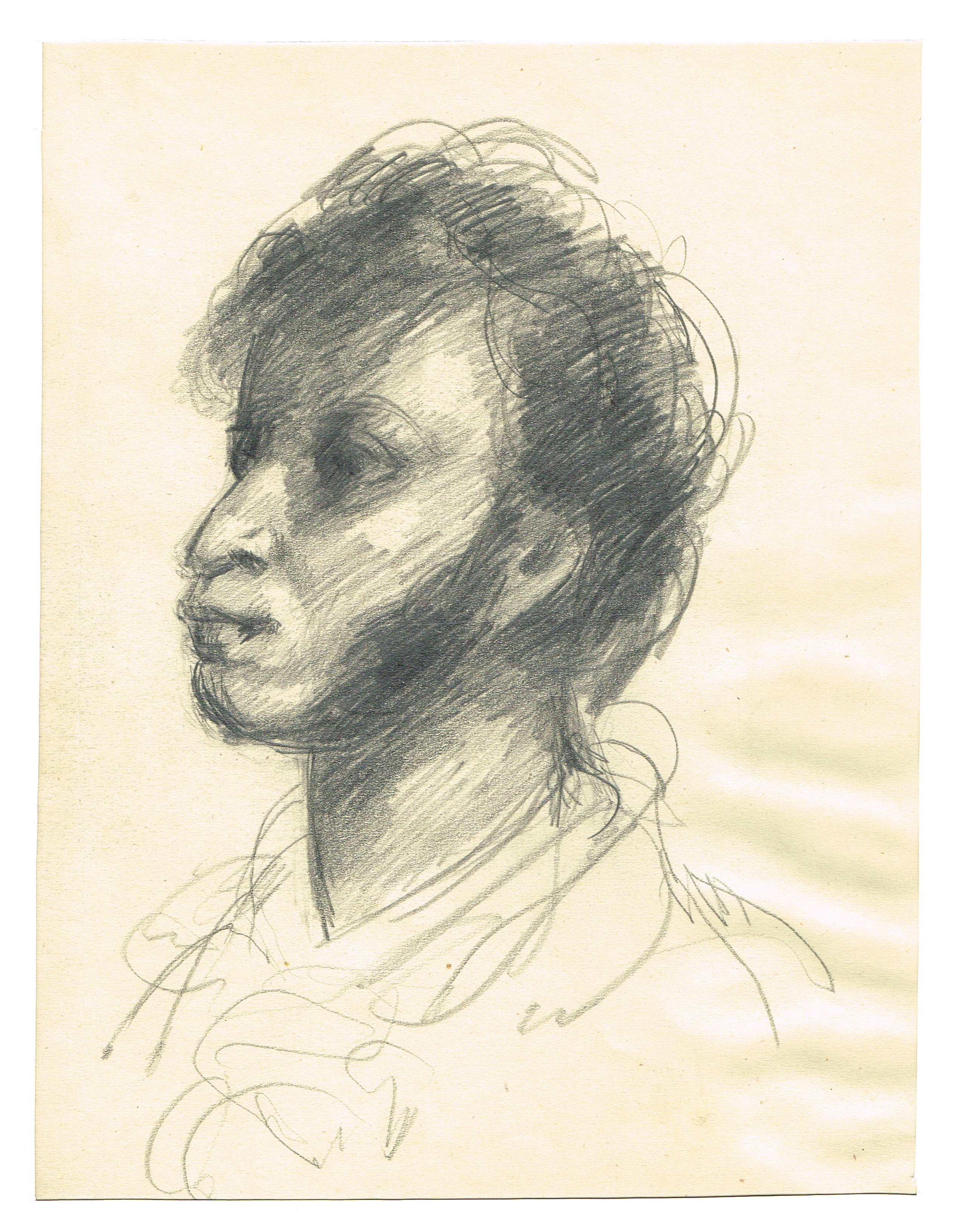
Пушкин

В 1927 году создал крупномасштабную скульптуру «Голова рабочего».
В 1930 году окончил ВХУТЕИН как скульптор-монументалист. Его дипломной работой была деревянная скульптура «Уставшая», представленная на 11 выставке АХР. В том же году женился на Анне Николаевне Вильям.

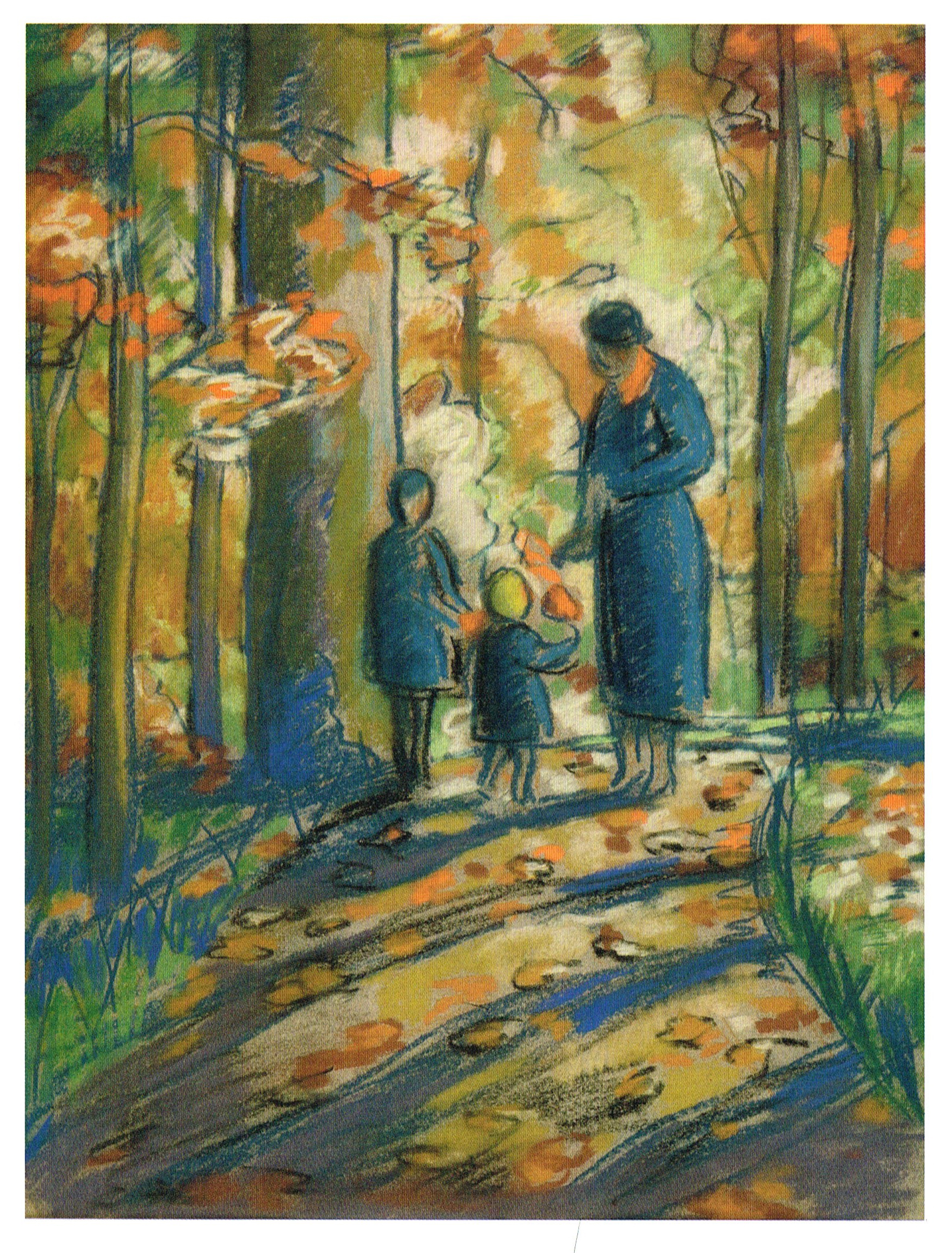
Осень в Сокольниках

После окончания института начал сотрудничать с ИЗОГИЗом. Выпустил совместно с Д.Н. Бабиченко несколько десятков плакатов.
В 1932 г. стал членом МОССХСа.
С середины 1930-х годов в творчестве определяются две линии. Официально работал над декоративно-монументальной скульптурой, реализуясь, в основном, в неоклассическом стиле. Среди скульптур этого периода «Атлет», «Прокатчик» (совместно с Д. П. Шварцем), фонтаны «Отдых», «Играющие дети» и др.
В эти же годы начал работать над темой «Материнство». Делал зарисовки с натуры жены и детей. Центральная женская фигура этого произведения
ассоциируется с образом Богоматери.

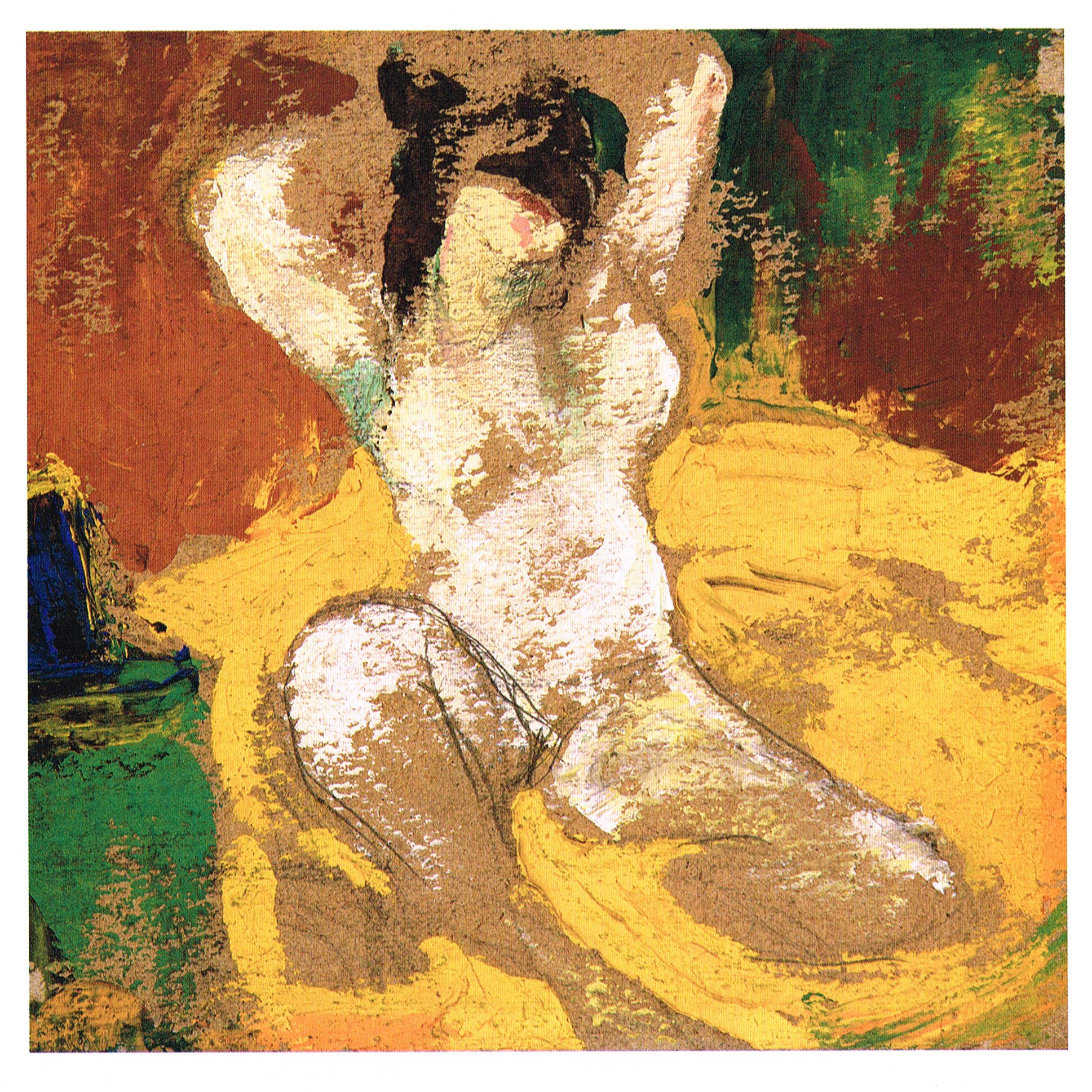
Обнаженная

С 1936 г. художник стал увлекаться темой А. С. Пушкина. В 1937 году сделал увеличенную копию маски поэта. Серия «Пушкинский портрет» включает графику и законченные произведения в скульптурном и пастельно-живописном вариантах.

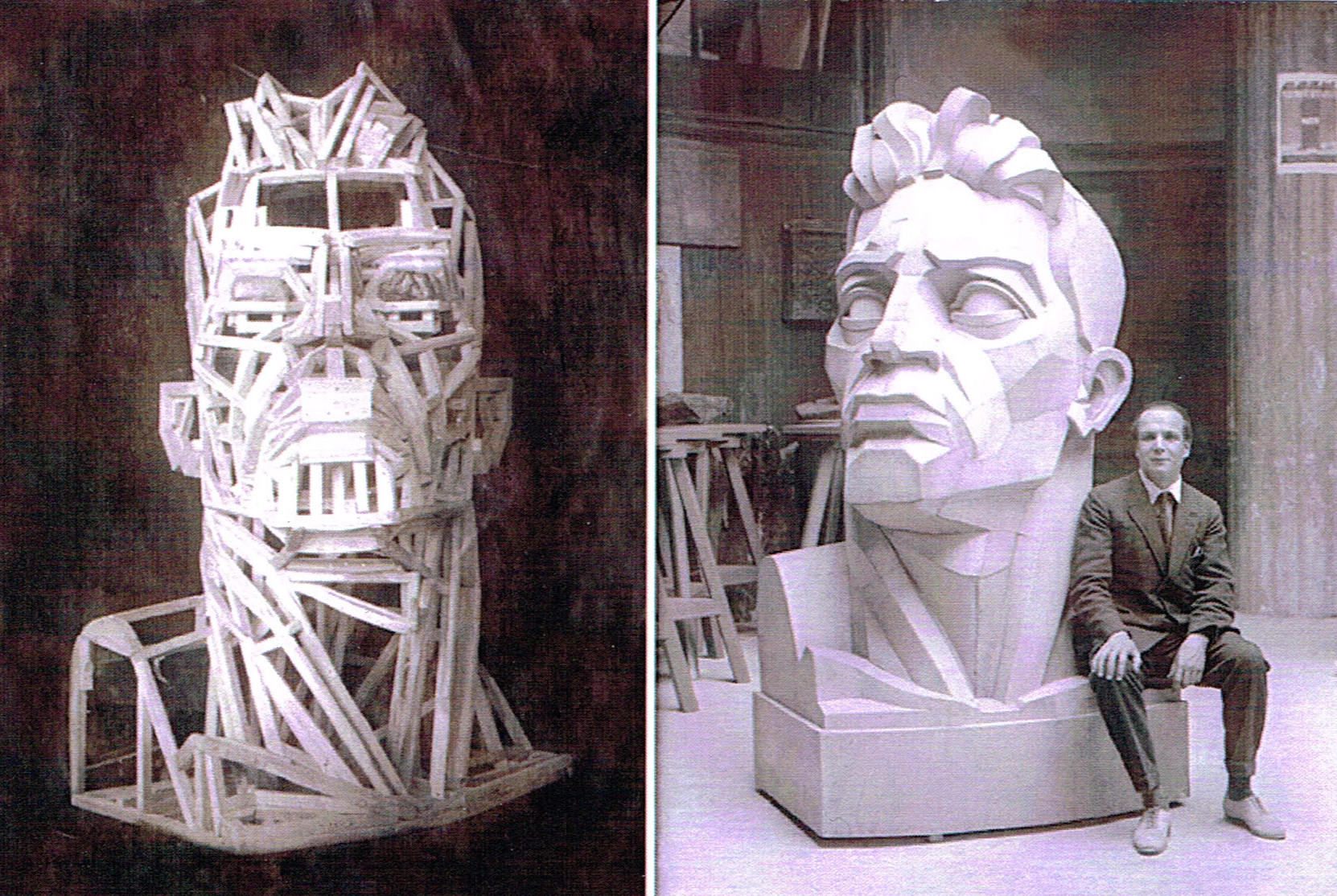
Голова рабочего

Пушкинские пастельные портреты оставались неизвестными почти семьдесят лет. Они не были предназначены для показа и впервые демонстрировались на персональной выставке художника в Галеев-Галерее в 2006 г.

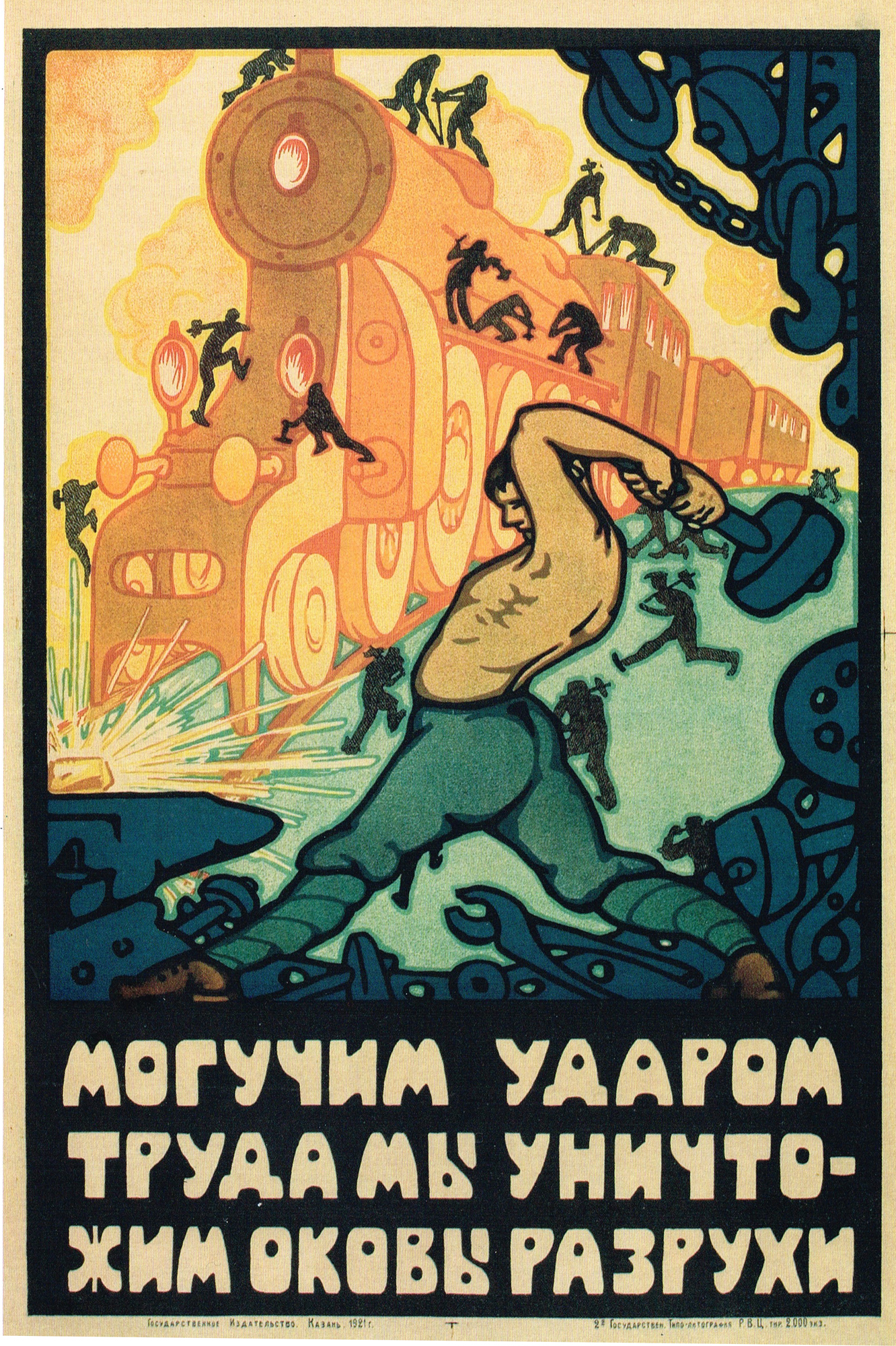
Плакат «Могучим ударом»

Относящаяся к 1930-м годам скульптурная часть наследия В. Кудряшева не сохранилась и, в основном, известна по фотографиям.
С началом Великой Отечественной войны В. Кудряшев работал по маскировке различных московских объектов. В октябре 1941 г. в рядах ополчения ушёл на фронт. В 1942 г. работал клубным военным художником. Через год был переводён в политотдел 10 армии Западного фронта. В августе 1943 г. надолго попал в госпиталь и после выписки вернулся домой.
Скончался в Москве 9 ноября 1944 г., похоронен на Введенском кладбище (11 уч.).

## Судьба наследия
Произведения раннего периода творчества В. В. Кудряшева известны по каталогам двух государственных выставок в Казани. Несколько из этих работ сохранились в архиве художника.
Плакаты 1920—1921 г.г. входят в коллекции РГБ и ГЦМСИР.
13 деревянных скульптурных композиций входят в собрание НМ РТ, 2 мужских портрета-в коллекцию ГМИИ РТ (Казань).
7 рисунков (карандаш, тушь) хранятся в собрании ВХУТЕМАС-а в Музее МАРХИ (Москва).
Скульптура «Китайская Красная Армия» (майолика) и 35 плакатов (совместно с Д. Н. Бабиченко) входят в коллекцию ГЦМСИР (Москва).
Графика (пастель, карандаш, тушь, сангина) и две картины (масло) хранятся в семейном архиве и в частных коллекциях.

## Выставки
Персональная выставка в Галеев-Галерее, Москва, июнь-август 2006.